# Москалёва, Надежда Игоревна
Наде́жда И́горевна Москалёва (до 2009 г. — Богда́нова, в 2009—2019 гг. — Налёткина; род. 24 июля 1976, Томск) — российская волейболистка. Нападающая. Мастер спорта России.

## Биография
Начала заниматься волейболом в Томске. Выступала за команды: 1991—1993 — «Уссури» (Хабаровск), 1993—2001 — «Спутник» (Новосибирск), 2001—2005 — «Факел» (Новый Уренгой), 2005—2009, 2010—2011, 2013—2015 — «Стинол»/«Индезит» (Липецк), 2009—2010 — «Автодор-Метар» (Челябинск).
В 2011—2012 — тренер группы подготовки ВК «Индезит», в 2012—2013 — тренер ВК «Индезит». С 2016 — тренер-преподаватель МБУ «СШ № 2» (Липецк).
В сезоне 2007/2008 стала самой результативной волейболисткой команды «Стинол».
В 2005 году в составе женской волейбольной сборной России стала победительницей Кубка первого президента России Б. Н. Ельцина.